# Bélgica en los Juegos Olímpicos de la Juventud 2018
Bélgica compitió en los Juegos Olímpicos de la Juventud 2018 en Buenos Aires, Argentina, celebrados entre el 6 y el 18 de octubre de 2018. La delegación estuvo conformada por 32 atletas en 23 disciplinas y obtuvo dos medallas doradas, tres de plata y dos de bronce.

## Medallero
| Medalla | Oro | Plata | Bronce | Total |
| ------- | --- | ----- | ------ | ----- |
| Total   | 2   | 3     | 2      | 7     |

### Tiro con arco
Bélgica clasificó a una arquera por su desempeño en el Campeonato Europeo Juvenil de 2018.
- Individual femenino y equipo mixto - Senna Roos

### Atletismo
| Sexo | Atleta              | Evento       | Stage 1 | Stage 1 |
| Sexo | Atleta              | Evento       | Result  | Rank    |
| ---- | ------------------- | ------------ | ------- | ------- |
| W    | Elena Hanne Defrere | Discus Throw | 44'01   | 13      |

### Bádminton
Bélgica clasificó a un jugador basado en el ranking mundial de bádminton junior.
- Individual masculino y equipo mixto - Julien Carraggi

### Baloncesto
Bélgica clasificó un equipo masculino en esta disciplina.
- Masculino - 1 equipo de 4 atletas

### Canotaje
Bélgica clasificó un bote según su rendimiento en el evento de Clasificación Mundial de 2018.
- Individual masculino - 1 bote

### Ecuestre
Bélgica clasificó a un corredor en base a su desempeño en el Campeonato Juvenil Europeo de Salto de la FEI.
- Salto ecuestre individual - 1 atleta

### Esgrima
Bélgica calificó a un atleta en base a su desempeño en el Campeonato Mundial de 2018.
- Épée femenino - Axelle Wasiak

### Gimnasia

#### Artística
Bélgica clasificó a un gimnasta por su desempeño en el Campeonato Europeo Juvenil de 2018.
- Individual masculino - Ward Claeys

### Karate
Bélgica clasificó a un atleta por su rendimiento en uno de los Torneos de Clasificación de Karate.
- -68 kg masculino - Quentin Mahauden

### Remo
Bélgica clasificó un barco según su rendimiento en el Campeonato Mundial Juvenil de Remo 2017.
- Individual femenino - Caitlin Govaert

### Vela
Bélgica clasificó un bote según su rendimiento en el Campeonato Mundial Nacra 15 de 2018.
- Nacra 15 Mixto - 1 bote

### Escalada deportiva
Bélgica clasificó al atleta Lukas Franckaert en esta disciplina.

### Tenis
Bélgica clasificó al tenista Arnaud Bovy en las categorías individuales y dobles en esta disciplina.

### Triatlón
Bélgica clasificó a dos atletas según su rendimiento en el Clasificatorio Europeo para los Juegos Olímpicos de la Juventud 2018.